# Генрих XIV (герцог Баварии)
Генрих XIV (нем. Heinrich XIV; 29 сентября 1305 — 1 сентября 1339) — герцог Нижней Баварии с 1310 года.

## Биография
Генрих был сыном нижнебаварского герцога Стефана I и Ютты Свидницкой. После смерти в 1310 году отца Генрих стал совместно с братом Оттоном IV правителем герцогства. За опекунство над юными герцогами боролись Людвиг IV Баварский и Фридрих Австрийский. 9 ноября 1313 года Людвиг IV разбил австрийские войска в битве при Гамельсдорфе, и Фридрих I был вынужден отказаться от претензий на Нижнюю Баварию.
В дальнейшем Генрих обычно поддерживал Людвига IV против Фридриха Австрийского в их борьбе за власть в Священной Римской империи, и в 1333 году Генрих был кандидатом на германскую корону, когда Людвиг рассматривал возможность своего временного отречения в ходе затянувшегося конфликта с Папой.
Из-за вопроса о разделе наследственных земель обострились отношения Генриха с братом Оттоном IV и двоюродным братом Генрихом XV. В 1322 году дело дошло до войны, и в 1331 году Оттон отделил себе территорию с Бургхаузеном, а Генрих XV — с Деггендорфом (в 1332 году, однако, герцоги решили вернуться к совместному правлению). Это привело к ухудшению отношений Генриха XIV с императором Людвигом IV, и он стал поддерживать Иоганна Люксембургского. Через несколько месяцев после примирения с императором в феврале 1339 года (что было скреплено в апреле свадьбой между сыном Генриха — Иоганном, и дочерью Людвига — Анной) Генрих XIV, получивший обратно Баварию-Бургхаузен, умер от проказы.

## Семья и дети
12 августа 1328 Генрих XIV женился на Маргарите Богемской, дочери чешского короля Иоганна Люксембургского. У них было двое детей:
- Иоганн (29 ноября 1329 — 20 декабря 1340)
- Генрих (1330), умер в год рождения

В генеалогиях также упоминается незаконный сын Эберхард, однако ни о его матери, ни о его жизни нет никаких сведений.